# 虎尾山
虎尾山（とらおやま）は、三重県伊勢市にある山（丘陵）の名称である。橋本紡の小説『半分の月がのぼる空』の舞台であり、ファンの来訪がある。

## 名称

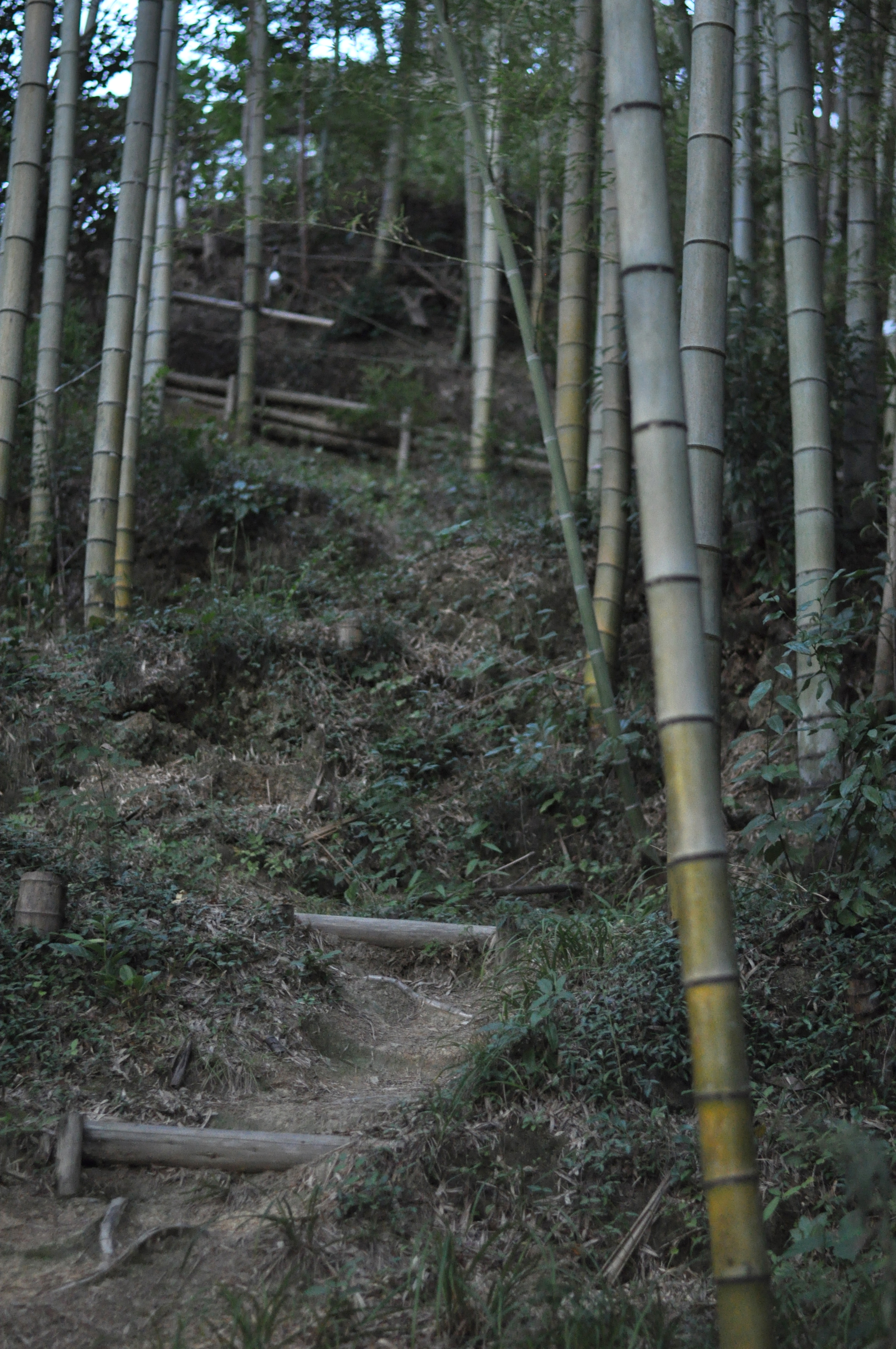
虎尾山登山道

伊勢市街の東端、尾上町地区に位置する小高い丘であり、標高は50.9mである。明治末期には虎ヶ尾と呼ばれていたが、その後に笠松山と虎尾山の名称が併用されるようになり、現在では虎尾山の名称が一般的に定着している。（山域一帯を虎尾山と呼び、その最高地点を笠松山と呼ぶ、という説もある。なお所在地の小字名は虎ヶ尾である。）

## 歴史
宝暦12年、俳諧師の三浦樗良が虎尾山麓に庵を結んだとされるが、はっきりとした場所は不明である。1899年（明治32年）、五二会ホテルの建設のため、虎尾山の東半分が削られて失われた。五二会ホテル廃業後は住宅団地「青葉台」となった。頂上には明治聖代戦役記念碑として、1928年（昭和3年）に碑が建立された。周囲には虎尾山遊園地が整備され、橋やトイレなどの設備があった。
長さ約25.5mのトンネル（虎尾山トンネル）がこの丘を貫通し、1969年（昭和44年）に近鉄鳥羽線の宇治山田駅・五十鈴川駅間が開通した。
1960年代までは山麓の広場でドッジボールを楽しむ子供たちの姿やデートをするカップルの姿が見られたが、1970年代には不良少年のたまり場と化し、山火事の発生や不法投棄も行われるようになって戦役記念碑を訪れる者も無く荒れ果てた状態となっていった。そのような現状をなんとかしようと地元住民が特定非営利活動法人自利利他を立ち上げ、清掃活動をひそかに始めた。また、伊勢市を舞台にした橋本紡の小説『半分の月がのぼる空』（電撃文庫）の作中で、主人公とヒロインに縁の深い場所としてこの山が出てきた。清掃活動や里山保全に興味のある方々や半月ファンが、日本全国から集まり、協力して定期的に山の清掃活動や整備をして、頂上まで気軽に行けるようになっている。（この活動には原作者の橋本も参加している。なお作中では、この山の名前は砲台山で頂上には旧日本軍の砲台跡があるという設定だが、実際の山にはない。）この活動は、中日新聞などにも掲載されたことがある。
2008年（平成20年）1月中旬から再開発工事が開始されることが決定し、そこで見納めにとNPO法人 自利利他や全国から集まった『半分の月がのぼる空』のファンらが協力し、「砲台山ライトアップ計画」と題し、2007年（平成19年）から2008年（平成20年）の年越しにかけてライトアップが行われた。この取り組みも中日新聞折込の伊勢志摩ホームニュースに掲載された。2009年（平成21年）4月に全長約140mの登山道の整備が完了したが、同年10月の台風18号によって倒木などでふさがれた。4月に整備した登山道を再整備するには多額の費用が掛かることから、NPOは木製の階段付きの登山道を新たに整備することを決定し、森林組合の助力を得て、同年12月に新登山道を開通させた。開通記念として2009年（平成21年）から2010年（平成22年）にかけての年越しに再びライトアップが行われた。2010年（平成22年）の映画版『半分の月がのぼる空』は、虎尾山でロケーション撮影が行われた。映画公開後の2010年（平成22年）10月中旬、住民とファンが協力して登山道の雑草刈りや雑木の除去などの整備を行った。

## 明治聖代戦役記念碑
山頂に明治聖代戦役記念碑として、1928年（昭和3年）4月3日に日清戦争・日露戦争を記念する碑が建立されている。昭和期は、虎尾山一帯が「虎尾山遊園地」として整備されており、その一環で皇国史観教育に基づき、建てられた物であると見られている。碑面の字は東郷平八郎の筆である。完成当時は碑の上にトビの像が乗っていたが、1945年（昭和20年）に失われた。戦役記念碑は何者かによりもーれつア太郎に登場するニャロメの落書きをされたことからニャロメの塔と呼ばれた。碑には『半分の月がのぼる空』のファンによる寄せ書きノートが置かれている。

## 虎尾山古墳群
5世紀頃に3基以上の古墳（虎尾山古墳群）が築造されたと考えられており、須恵器や土器、佩玉（はいぎょく）、直刀などが出土した。この古墳群は江戸時代から大正時代にかけて複数回にわたって発掘調査が行われ、付近にある倭姫命の陵墓（宇治山田陵墓参考地）と関係があるのではないかと目されたことから、御巫清直や三宅米吉、宮内省職員らが視察に訪れたほか、1890年（明治23年）の発掘調査時には毎日千人の見物客が詰めかけたという。結果的には、この古墳はのちに豊受大神宮（外宮）の神官を世襲し、度会氏を名乗ることになる一族の墳墓と推測された。しかし周辺の開発が進んだことで古墳群は破壊され、出土品も所在不明となってしまった。

## 事件
2015年（平成27年）9月29日、虎尾山の記念碑のそばで、伊勢市内の高校に通う3年生の女子生徒が包丁で胸を刺されて殺され、高校3年の男子生徒が逮捕される事件が起こった。加害者の男子生徒は被害者から殺害を依頼されたと供述しており、嘱託殺人の可能性があると報じられた。津地方検察庁による3か月の鑑定留置の末、地検は男子生徒の刑事責任を問えると判断し、嘱託殺人の非行内容で津家庭裁判所へ送致し、家裁は少年院送致を2016年（平成28年）5月13日に決定した。
この事件では被害者がアニメ好きであったことと、『半分の月がのぼる空』の舞台であることを関連付ける報道がなされた。

## 登山道
周辺は住宅地「伊勢岡本ヒルズ」になっている。伊勢岡本ヒルズの一角に公園があり、そこから登ることができる。登山道は草木に覆われた獣道のようであったが、整備が行われ、2010年代には気軽に登れるようになっていた。山の中腹からは伊勢市街を一望できる。また手すりには『半分の月がのぼる空』のファンによる絵馬が多数かけられている。